# Lago de Tota
O lago de Tota é um lago da Colômbia. Com 55 km2 de área, é o maior lago natural do país. Situa-se a 3015 metros de altitude, na parte oriental do departamento de Boyacá, na província de Sugamuxi, e é a fonte do rio Upia, que drena para a bacia do rio Orinoco. É ainda o segundo lago navegável mais alto da América do Sul, apenas abaixo do lago Titicaca.
Na já extinta língua muisca dos Chibchas, Tota significava "campos de cultivo do rio".
O lago de Tota é local de reprodução para várias espécies de aves, algumas das quais ameaçadas ou em perigo, incluindo o socoí-vermelho (Ixobrychus exilis bogotensis), o pato-de-rabo-alçado-americano (Oxyura jamaicensis andina), a galinha-de-água (Rallus semiplumbeus) e o trogloditido (Cistothorus apolinari). A última observação do mergulhão-colombiano (Podiceps andinus), considerada extinta, foi realizada na década de 1970 no lago de Tota..
Nas suas margens situam-se as localidades de Aquitania, Cuítiva, Iza e Tota. A margem ocidental do lago é um local turístico muito apreciado pelos colombianos.

## Galeria

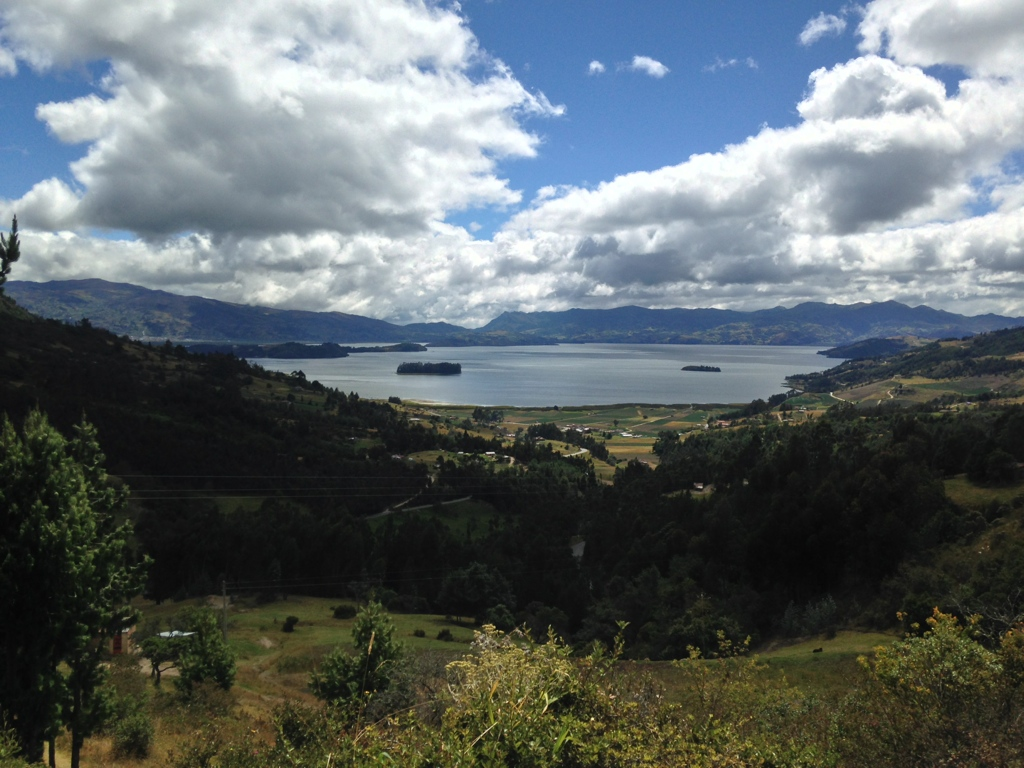
Vista do lago de Tota
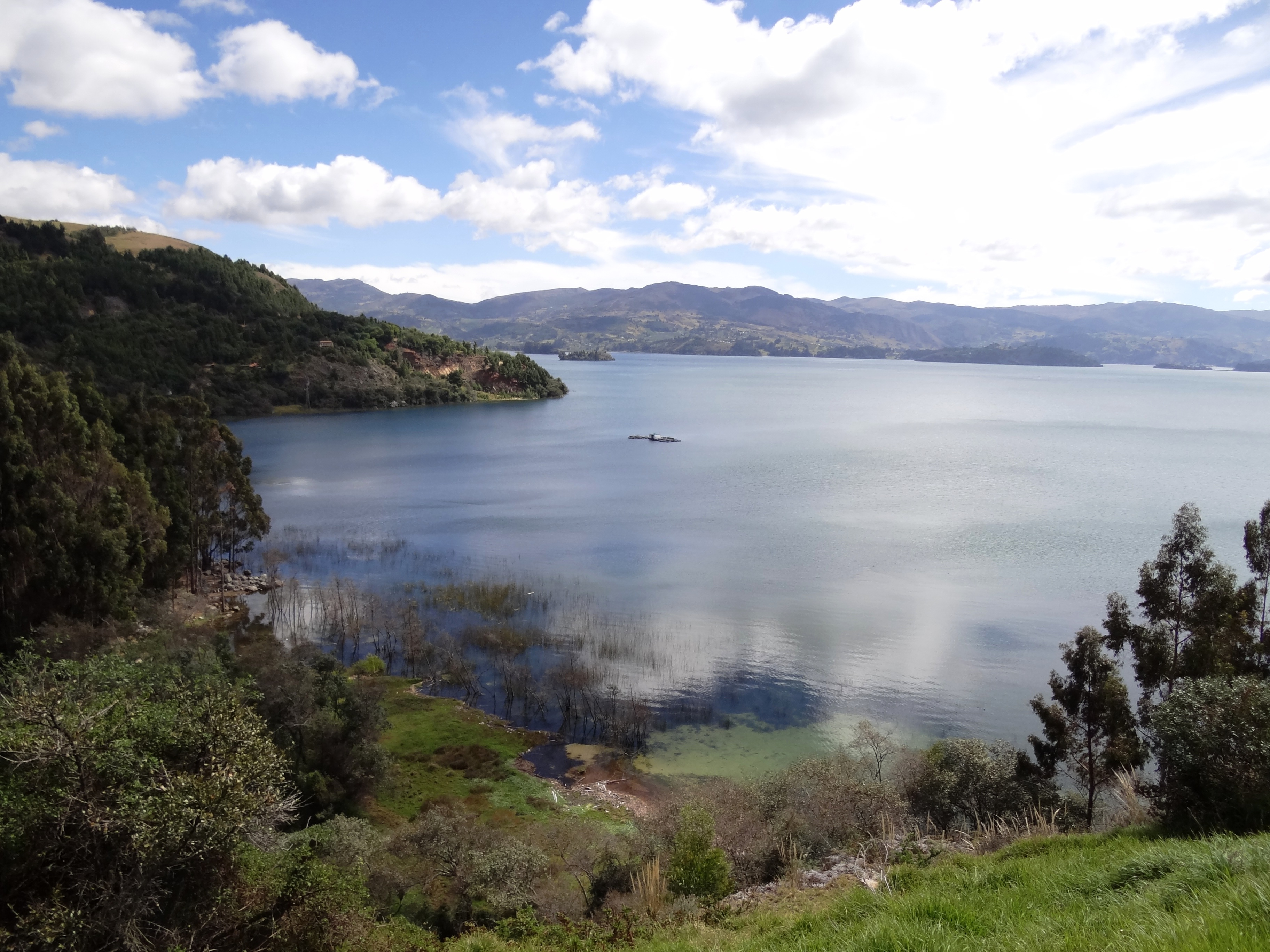
Lago de Tota
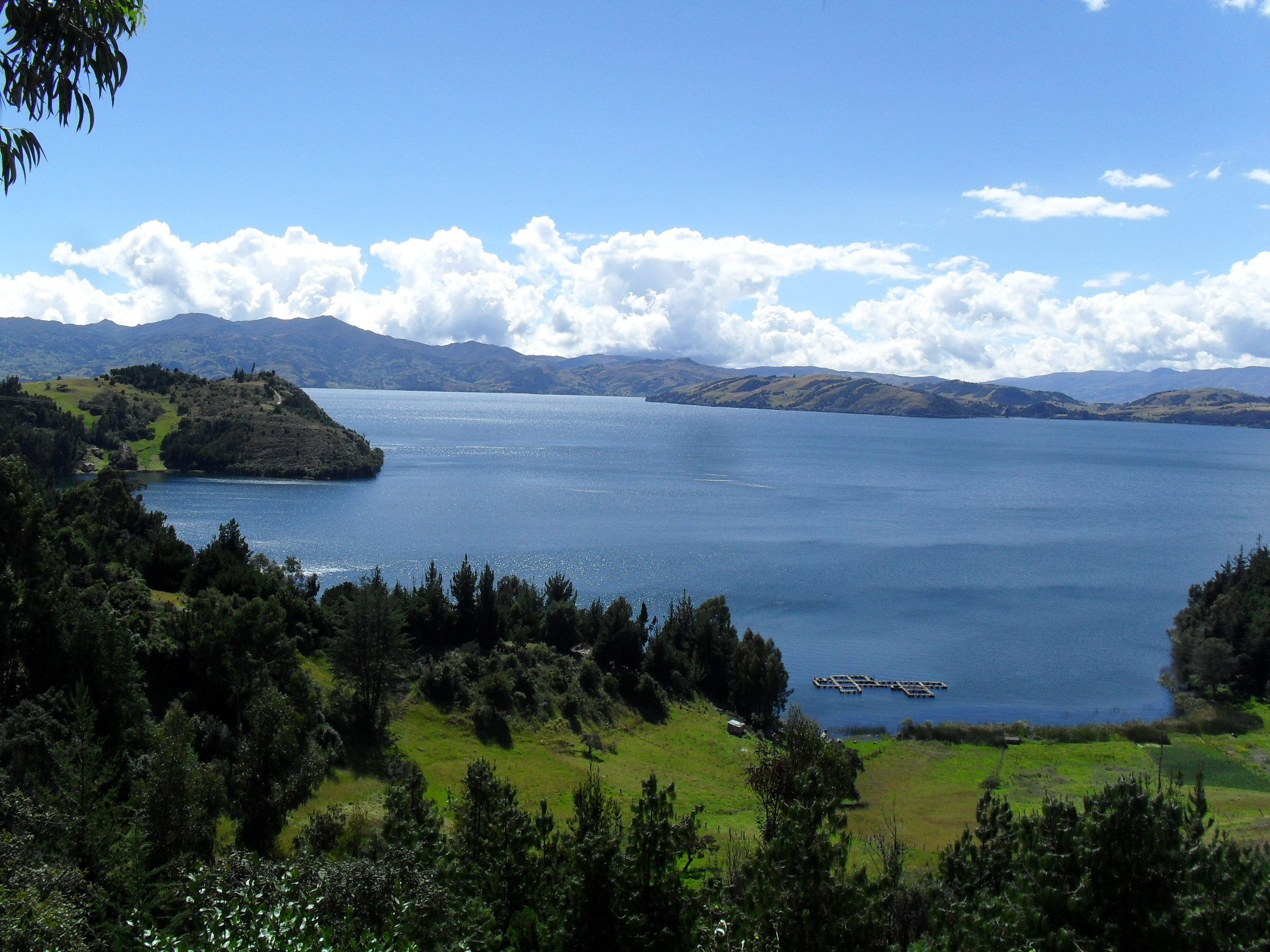
Lago de Tota
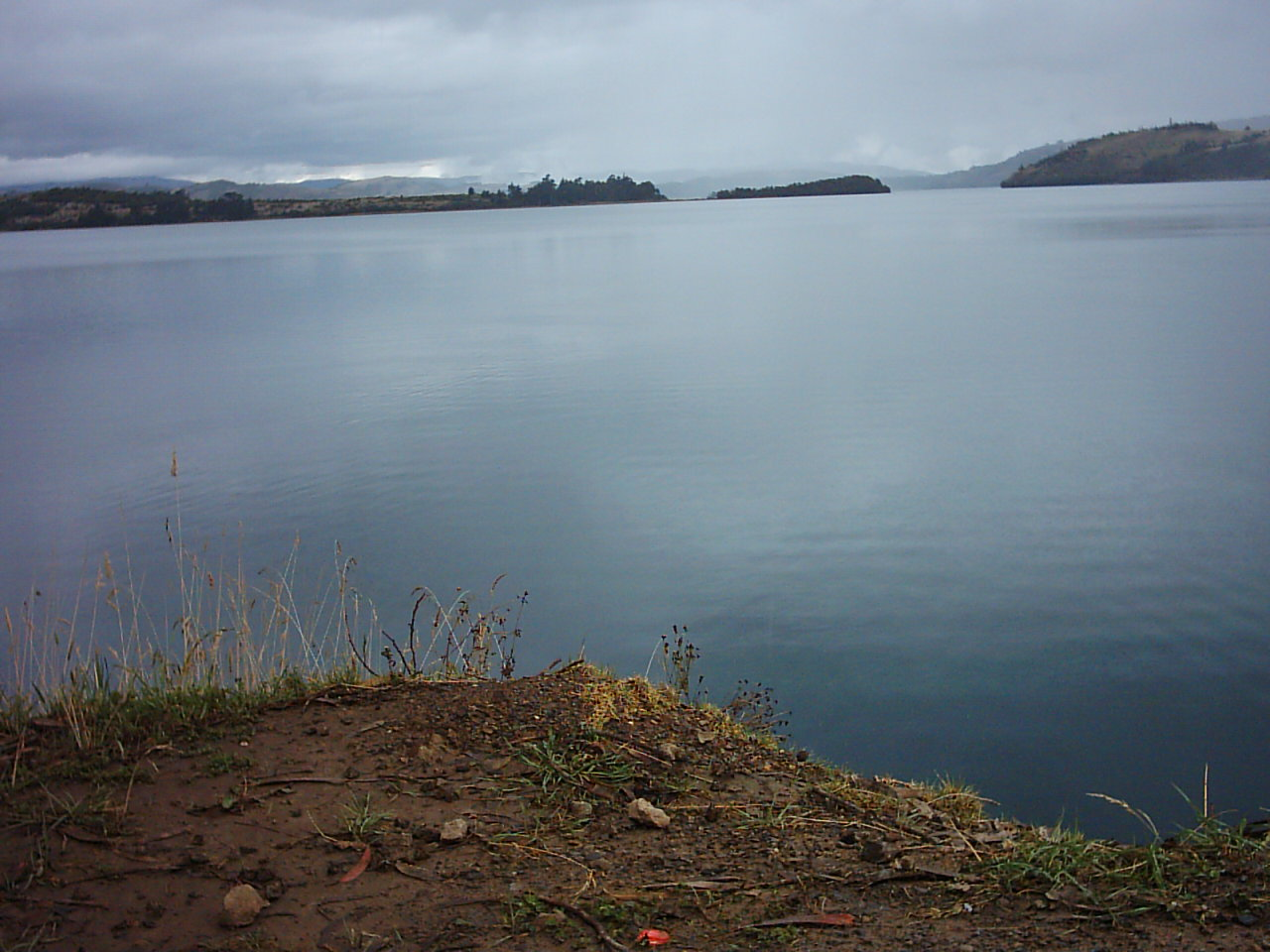
Lago de Tota
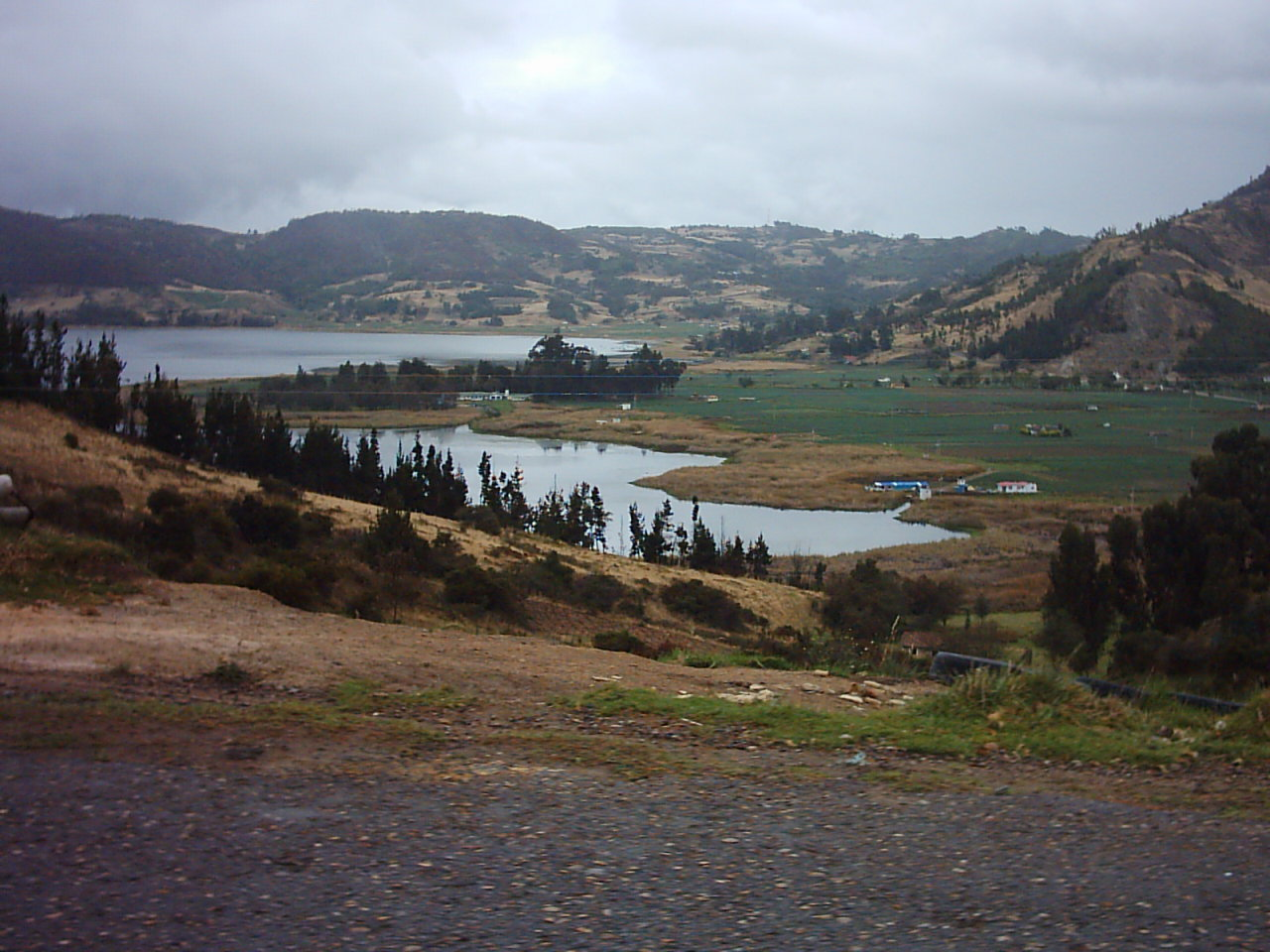
Lago de Tota
Playa Blanca